# Saison 1944-1945 de l'Associação Académica de Coimbra
Maillots
Dernière mise à jour : 6 octobre 2014.
Chronologie
Saison précédente Saison suivante
Cet article traite de la saison 1944-1945 de l'Académica de Coimbra.
L'Académica remporte à nouveau le championnat de l'AF Coimbra. Ce qui lui permet de participer à sa onzième saison en championnat du Portugal de I Divisão dont il termine avant-dernier tout comme la saison passée.    
Manuel Veloso est le nouvel entraîneur des "étudiants".

## Effectif
Cette saison voit le départ de deux grands noms du football estudiantin, Octaviano, rejoint les rangs nordistes du FC Porto, tandis que l'inamovible Alberto Gomes quant à lui rejoint les rangs du SC Vianense. 

Effectif des joueurs de l'Académica de Coimbra lors de la saison 1944-1945.

## Les rencontres de la saison

### Campeonato de l'AF Coïmbra
L'Académica remporte une nouvelle fois, le championnat de l'AF Coimbra qu'il domine depuis sa création.
| Date | Journée | Adversaire          | Lieu | Score | Buteurs de l'AAC | Class. | Public |
| ---- | ------- | ------------------- | ---- | ----- | ---------------- | ------ | ------ |
| -    | -       | Anadia FC           | -    | -     | -                | -      | -      |
| -    | -       | Naval 1º de Maio    | -    | -     | -                | -      | -      |
| -    | -       | CF União de Coimbra | -    | -     | -                | -      | -      |
| -    | -       | Lusitãnia DC        | -    | -     | -                | -      | -      |
| -    | -       | SC Conimbricense    | -    | -     | -                | -      | -      |
| -    | -       | Anadia FC           | -    | -     | -                | -      | -      |
| -    | -       | Naval 1º de Maio    | -    | -     | -                | -      | -      |
| -    | -       | CF União de Coimbra | -    | -     | -                | -      | -      |
| -    | -       | Lusitãnia DC        | -    | -     | -                | -      | -      |
| -    | -       | SC Conimbricense    | -    | -     | -                | -      | -      |

Légende
Dom. = à domicile; Ext. = à l'extérieur; Class. = classement

### Campeonato Nacional da I Divisão
| Date             | Journée | Adversaire        | Lieu | Score  | Buteurs de l'AAC                                                    | Class. | Public |
| ---------------- | ------- | ----------------- | ---- | ------ | ------------------------------------------------------------------- | ------ | ------ |
| 26 novembre 1944 | J01     | SC Olhanense      | Ext. | 8 - 4  | Faustino 17e, Joaquim João 37e, Faustino 74e, Joaquim João 75e      | -      | n.c.   |
| 3 décembre 1944  | J02     | SL Benfica        | Ext. | 6 - 1  | Lemos 5e                                                            | -      | n.c    |
| 10 décembre 1944 | J03     | Vitória Guimarães | Ext. | 4 - 1  | Brás 59e                                                            | -      | n.c.   |
| 17 décembre 1944 | J04     | GD Estoril-Praia  | Dom. | 2 - 2  | Faustino 12e, Taborda 75e                                           | -      | n.c.   |
| 24 décembre 1944 | J05     | Vitória Setúbal   | Dom. | 1 - 2  | Taborda 44e                                                         | -      | n.c    |
| 31 décembre 1944 | J06     | SC Salgueiros     | Dom. | 5 - 1  | Nana 1re, Taborda 8e, António Maria 77e, Nini 81e, Pais Correia 90e | -      | n.c.   |
| 7 janvier 1945   | J07     | FC Porto          | Ext. | 2 - 4  | António Maria 4e, Nana 43e, Joaquim João 61e et 87e,                | -      | n.c.   |
| 14 janvier 1945  | J08     | Os Belenenses     | Dom. | 0 - 3  | -                                                                   | -      | n.c    |
| 21 janvier 1945  | J09     | Sporting CP       | Ext. | 5 - 3  | Lemos 61e, Taborda 72e, Joaquim João 74e                            | -      | n.c.   |
| 28 janvier 1945  | J10     | SC Olhanense      | Dom. | 1 - 0  | (c.s.c.) 25e                                                        | -      | n.c.   |
| 4 février 1945   | J11     | SL Benfica        | Dom. | 2 - 6  | Nini 1re, Lemos 20e                                                 | -      | n.c    |
| 11 février 1945  | J12     | Vitória Guimarães | Dom. | 3 - 0  | (c.s.c.) 7e, Lemos 30e, António Maria 32e                           | -      | n.c.   |
| 18 février 1945  | J13     | GD Estoril-Praia  | Ext. | 2 - 1  | Joaquim João 89e                                                    | -      | n.c.   |
| 25 février 1945  | J14     | Vitória Setúbal   | Ext. | 2 - 0  | -                                                                   | -      | n.c    |
| 18 mars 1945     | J15     | SC Salgueiros     | Ext. | 2 - 1  | Lemos 54e                                                           | -      | n.c.   |
| 18 mars 1945     | J16     | FC Porto          | Dom. | 1 - 3  | Lemos 51e                                                           | -      | n.c.   |
| 1 avril 1945     | J17     | Os Belenenses     | Ext. | 15 - 2 | Nana 37e, António Maria 74e                                         | -      | n.c    |
| 8 avril 1945     | J18     | Sporting CP       | Dom. | 1 - 2  | Joaquim João 48e                                                    | 9e     | n.c.   |

Légende
Dom. = à domicile; Ext. = à l'extérieur; Class. = classement

### Taça de Portugal
| Date          | Tour        | Adversaire  | Lieu | Score | Buteurs de l'AAC           | Public |
| ------------- | ----------- | ----------- | ---- | ----- | -------------------------- | ------ |
| 15 avril 1945 | 1/8e Aller  | Boavista FC | Ext. | 2 - 2 | Nana 20e, Joaquim João 23e | n.c.   |
| 22 avril 1945 | 1/8e Retour | Boavista FC | Dom. | 1 - 3 | Faustino 52e               | n.c.   |

Légende
Dom. = à domicile; Ext. = à l'extérieur

## Statistiques

### Statistiques collectives
Ce tableau récapitule l'ensemble des statistiques des joueurs dans les différentes compétitions disputées lors de la saison 1944-45 (hors matches amicaux et championnat de l'AF Coimbra).
| Nat. | Nom           | Campeonato Nacional da I Divisão | Campeonato Nacional da I Divisão | Campeonato Nacional da I Divisão | Campeonato Nacional da I Divisão | Taça de Portugal | Taça de Portugal | Taça de Portugal | Taça de Portugal | Total | Total       | Total  | Total        |
| Nat. | Nom           | M.j.                             | But inscrit                      | Averti                           | Carton rouge                     | M.j.             | But inscrit      | Averti           | Carton rouge     | M.j.  | But inscrit | Averti | Carton rouge |
|      | Mário Reis    | 18                               | 0                                | -                                | -                                | 2                | 0                | -                | -                | 20    | 0           | -      | -            |
|      | Joaquim João  | 17                               | 6                                | -                                | -                                | 2                | 1                | -                | -                | 19    | 7           | -      | -            |
|      | António Maria | 17                               | 4                                | -                                | -                                | 2                | 0                | -                | -                | 19    | 4           | -      | -            |
|      | Faustino      | 17                               | 3                                | -                                | -                                | 1                | 1                | -                | -                | 18    | 4           | -      | -            |
|      | Vasco         | 14                               | 0                                | -                                | -                                | 2                | 0                | -                | -                | 16    | 0           | -      | -            |
|      | Lemos         | 15                               | 6                                | -                                | -                                | 0                | 0                | -                | -                | 15    | 6           | -      | -            |
|      | Taborda       | 15                               | 5                                | -                                | -                                | 0                | 0                | -                | -                | 15    | 5           | -      | -            |
|      | Nana          | 13                               | 3                                | -                                | -                                | 2                | 1                | -                | -                | 15    | 4           | -      | -            |
|      | Chico Lopes   | 13                               | 0                                | -                                | -                                | 2                | 0                | -                | -                | 15    | 0           | -      | -            |
|      | Oliveira      | 13                               | 0                                | -                                | -                                | 2                | 0                | -                | -                | 15    | 0           | -      | -            |
|      | Pais Correia  | 9                                | 1                                | -                                | -                                | 2                | 0                | -                | -                | 11    | 1           | -      | -            |
|      | Nini          | 9                                | 3                                | -                                | -                                | 0                | 0                | -                | -                | 9     | 3           | -      | -            |
|      | Lomba         | 7                                | 0                                | -                                | -                                | 2                | 0                | -                | -                | 9     | 0           | -      | -            |
|      | Aristides     | 4                                | 0                                | -                                | -                                | 1                | 0                | -                | -                | 5     | 0           | -      | -            |
|      | Emílio        | 3                                | 0                                | -                                | -                                | 2                | 0                | -                | -                | 5     | 0           | -      | -            |
|      | Brás          | 4                                | 1                                | -                                | -                                | 0                | 0                | -                | -                | 4     | 1           | -      | -            |
|      | Albino        | 3                                | 0                                | -                                | -                                | 0                | 0                | -                | -                | 3     | 0           | -      | -            |
|      | Soares        | 3                                | 0                                | -                                | -                                | 0                | 0                | -                | -                | 3     | 0           | -      | -            |
|      | Azeredo       | 3                                | 0                                | -                                | -                                | 0                | 0                | -                | -                | 3     | 0           | -      | -            |
|      | Alentisca     | 2                                | 0                                | -                                | -                                | 0                | 0                | -                | -                | 2     | 0           | -      | -            |
|      | Redondo       | 1                                | 0                                | -                                | -                                | 0                | 0                | -                | -                | 1     | 0           | -      | -            |
|      | Grangeia      | 1                                | 0                                | -                                | -                                | 0                | 0                | -                | -                | 1     | 0           | -      | -            |
|      | Veiga         | 1                                | 0                                | -                                | -                                | 0                | 0                | -                | -                | 1     | 0           | -      | -            |
|      | Poupinha      | 1                                | 0                                | -                                | -                                | 0                | 0                | -                | -                | 1     | 0           | -      | -            |

Légende
Nat. = nationalité; M.j. = match(s) joué(s)